# Canne de combat
Canne de combat oz. športno mečevanje francoske šole kot orožje uporablja leseno palico. Izhaja iz mečevanja poznega srednjega veka   (sablja, rapir, enoročni meči), ko se je zaradi prepovedi nošenja orožja pričelo širše uporabljati sprehajalne palice, tehnike samoobrambe pa so iz mečevanja prešle na te palice. Sodi v sklop francoske borilne veščine Savate. Poudarek daje krožnemu gibaju ter stranskim udarcem. Canne de Combat se izvaja kot šport in ne kot borilna veščina, vendar je primeren tudi za samoobrambo.

## Udarci in blokade
Francoska šola obsega 6 osnovnih tehnik krožnih udarcev (rezanje in sekanje), ki se izvajajo iz levega in desnega garda (skupaj je udarcev torej 12) in se nadalje vežejo v kombinacije. Vsak udarec se začne za osjo hrbtenice (napon udarca) ter se konča z popolnim iztegom. Udarci se vedno izvajajo v eni liniji (horizontala, vertikala) - diagonalnih udarcev se ne upošteva. Dovoljena območja so pri moških noge pod kolenom, telo na pasom in glava, pri ženskah pa le noge pod kolenom in glava. Razlog je raba lesene palice, ki lahko kljub zaščiti povzroči poškodbe na občutljivih mestih. Vsi pravilni zadetki so točkovani z eno točko, zadetki v hrbet ne štejejo. Iz istega razloga se daje poudarek na krožnih udarcih, saj so vbodi z trdo leseno palico prenevarni za športno rabo. Dovoljeno je gibanje v vse smeri, poudarek je na krožnem gibanju okoli nasprotnika. Po zadetku se borba ne ustavi temveč teče dalje. To onemogoča opuščanje obrambe z namenom doseganja točke za ceno povratnega zadetka. Istočasni zadetki se prav tako ne točkujejo, poseganje v napad z lastnim napadom pa je razumljeno kot nešportno, saj bitka poteka po pravilu »parry first«.
Osnovnih blokad je 6, kolikor je tudi udarcev. Prav tako se tudi blokade izvaja z levo in desno roko (torej jih je skupaj 12).
Vsaka blokada odgovarja enemu izmed napadov z levo ali desno roko. Blokade so dinamične ter nam služijo tudi kot priprava v odgovor na napad (se pravi povratni udarec). Dovoljene so tudi drugačne blokade ter izmiki. Prav tako kot je blokada priprava na udarec, lahko izmik že vsebuje povratni udarec.

## Oborožitev

### Canne
Sprehajalna palica (La Canne) se je v 19. stoletju uveljavila kot samoobrambni pripomoček aristokracije ter kot eleganten in moden nadomestek meča. Prav tako se je vanjo zlahka vdelalo skrito bodalo ali celo meč, ki si je s palico delil ročaj. Velikosti palic so bile prirejene glede na posameznikovo velikost, navadno pa so bile dolge okrog enega metra. Vesčine uporabe palice izvirajo iz mečevanja, ki aristokraciji ni bilo tuje. Tehnika se je rahlo spremenila zaradi uporabe lahkega, hitrejsega in bolj krhkega orozja, vendar je ohranila značilne mečevalske poteze. Pozneje, ko Savate postane bolj športno usmerjen, sprehajalno palico zamenja lesena palica dolžine 95 cm, njena debelina in teža pa sta odvisna od načina uporabe. Vadbene 'zelene' palice so debelejše, težje (okoli 120g) in trpežnejše, tekmovalne 'črne' pa tanjše, lažje (okoli 100g), hitrejše in bolj krhke. Predpisana dolžina ročaja je približno 20 cm.

### Baton
Je evropski odgovor na slavni angleški 'quarterstaff'. Od slednjega je krajši in lažji, ter se je v začetku uporabljal predvsem s strani kmetov kot večja različica sprehajalne palice ter kot uvod v rabo dvoročnega meča. Zaradi svoje praktičnosti, učinkovitosti in večstranske uporabe je bil baton na podezelju zahodne Evrope priljubljeno in poznano orozje. Za razliko od 'quarterstaffa', ki ga uporabljamo v štirih smereh (od tu tudi ime) se baton uporablja le v treh. V 19. stoletju ga pričneta uporabljati francoska in italijanska vojska kot uvod v trening dvoboja z uporabo muškete. Kot samostojno dvoročno orozje ga posvoji mornarica, ki takrat že uporablja Savate. Bojne različice batona postanejo opremljene z raznimi dodatki zgornjemu delu palice (bodice, zica...), kar jih napravi učinkovitejse. Pozneje, v športu, baton postane lesena palica debeline 3 cm in dolžine 140 cm. Tehta približno 400 gramov.

## Ring
Je okrogel, razdeljen v notranji (6x6 m) in zunanji del, skupna velikost je 9x9 metrov. Delitev na notranji in zunanji del je zgolj za opomin v borbi, da se bližamo robu borišča. Izstop iz ringa se kaznuje z minus točko.

## Zaščita
Uporablja se zaščitno čelado, ščitnike za noge in dlani, ščitnik za mednožje ter zaščitno obleko.